# 771 Libera
För andra betydelser, se Libera (olika betydelser).
771 Libera eller 1913 TO är en asteroid i huvudbältet, som upptäcktes den 21 november 1913 av den österrikiske astronomen Joseph Rheden i Wien. Den har fått sitt namn efter en vän till upptäckaren.
Den har en diameter på ungefär 29 kilometer.